# Епине
Епине (фр. Èpinay) насеље је и општина у северној Француској у региону Горња Нормандија, у департману Ер која припада префектури Берне.
По подацима из 2011. године у општини је живело 337 становника, а густина насељености је износила 24,89 становника/km². Општина се простире на површини од 13,54 km². Налази се на средњој надморској висини од 193 метара (максималној 194 m, а минималној 148 m).

## Демографија
| 1962. | 1968. | 1975. | 1982. | 1990. | 1999. | 2011. |
| ----- | ----- | ----- | ----- | ----- | ----- | ----- |
| 173   | 228   | 222   | 244   | 252   | 272   | 337   |

График промене броја становника у току последњих година